# La Pierre angulaire
La Pierre angulaire est un roman de Zoé Oldenbourg publié le 17 avril 1953 aux éditions Gallimard.

## Résumé
Non loin de Troyes, au début du XIIIe siècle, s'entrecroisent les intrigues parallèles de trois générations d'une même famille :  le pèlerinage d'Ansiau dit « le vieux », un chevalier aveugle qui mendie sur les routes pour aller à Jérusalem, tout en gardant sa fierté d'ancien croisé ; les drames domestiques de son fils Herbert dit « le gros », jouisseur violent et brutal qui n'entend que profiter de ses écus et de ses terres ; enfin, les prouesses et déconvenues de Haguenier, opposé à son père Herbert le gros, qui peine à rétablir l'idéal chevaleresque que souhaite sa nature exaltée.

## Thème
L'autrice présenta au journal de l'association Guy Renard son roman dont l'intrigue se passe au début du XIIIe siècle comme n'étant « pas précisément une étude de mœurs ni une reconstitution de l'époque ». L'époque médiévale y est présente comme « un prisme qui réfracte et décompose la lumière. C'est l'histoire de plusieurs destinées humaines assez bizarres, pas plus bizarres pourtant que ne le sont la plupart de nos vies, car tout être humain est un univers à part obéissant à ses propres lois ».

## Récompense
- 1953 : Prix Femina[1].

## Éditions
- Éditions Gallimard, 1953.
- Éditions Gallimard, « Folio » no 176, 1972  (ISBN 2070361764).